# Volkswagen Scirocco II
La Volkswagen Scirocco II è un'autovettura prodotta dalla casa automobilistica tedesca Volkswagen dal 1981 al 1992.

## Storia

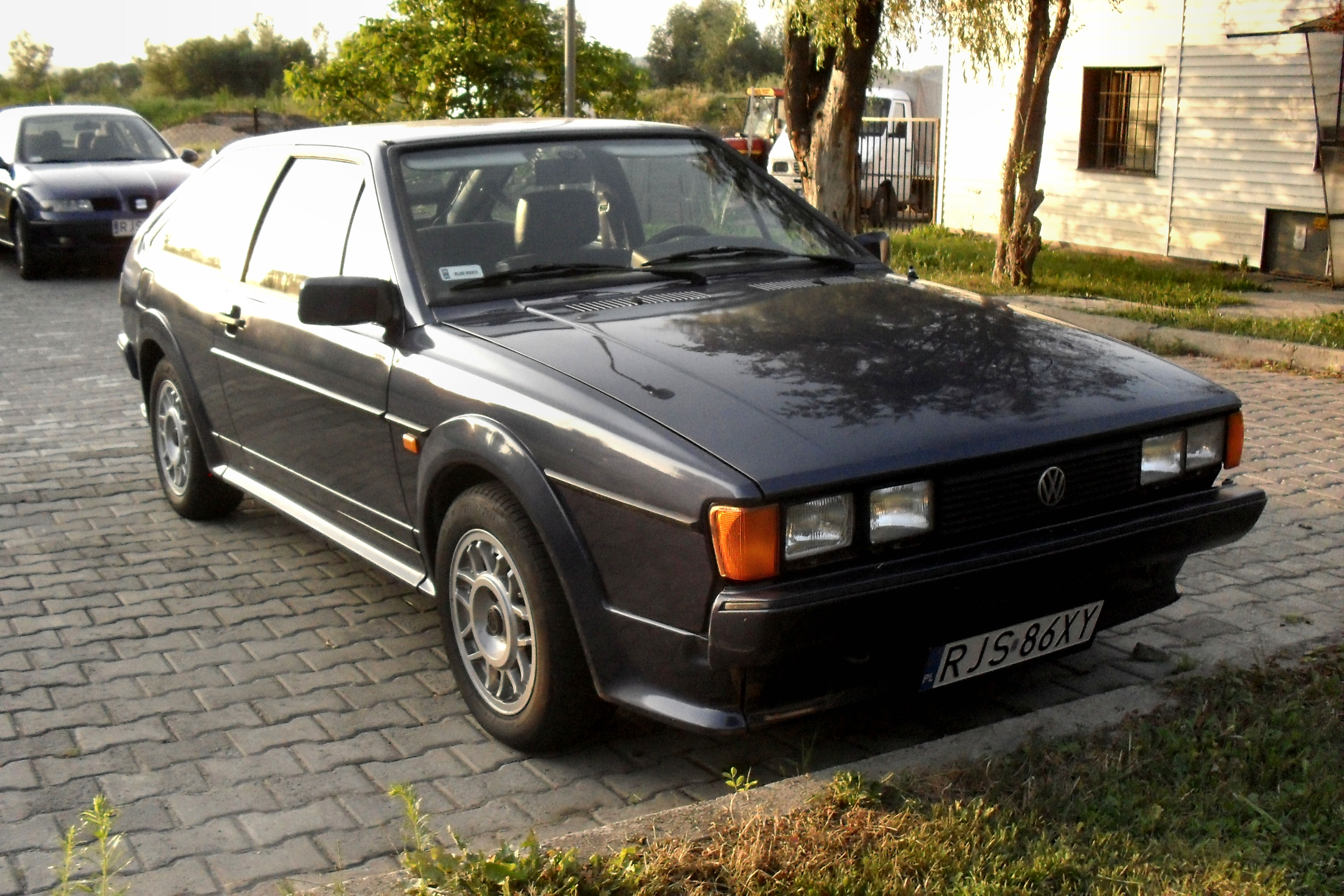
Vista frontale della seconda serie della Scirocco GTX

Presentata al salone di Ginevra nel marzo 1981, la seconda generazione venne totalmente ridisegnata dalla Volkswagen, in collaborazione con la Karmann, dal designer tedesco Herbert Schäfer. L'obiettivo era quello di offrire, conservando la meccanica del modello precedente, maggior spazio per i bagagli ed i posti posteriori. Anche gli interni, ora più autonomi rispetto a quelli della berlina, vennero ridisegnati completamente.

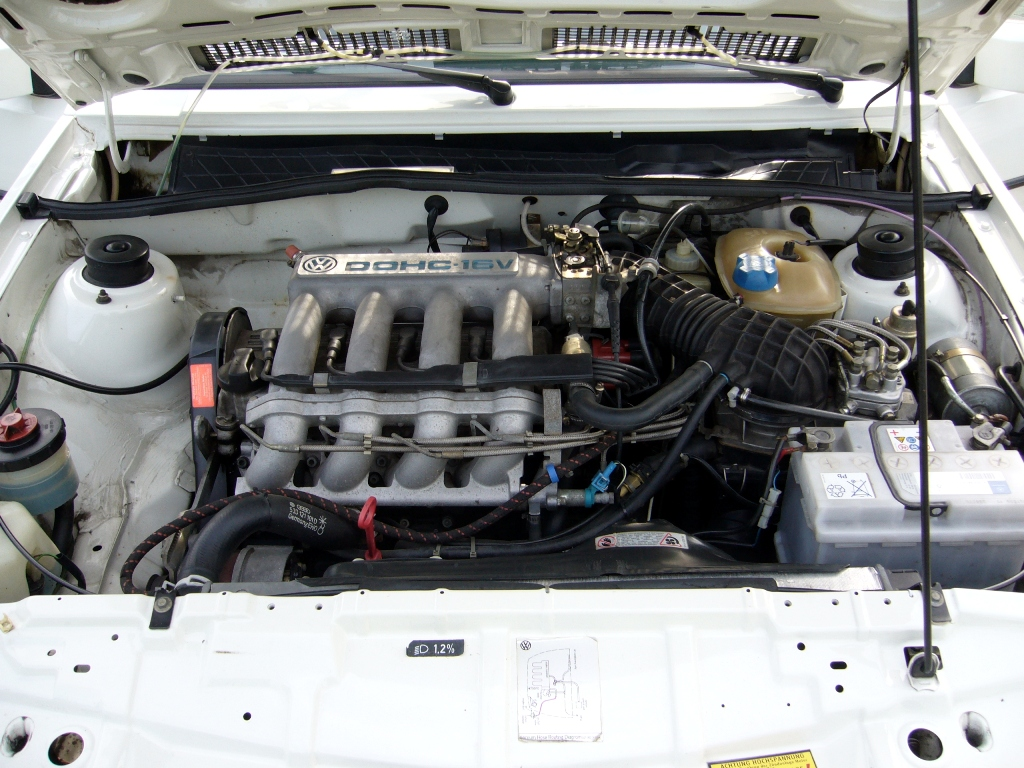
Il motore 1.8 16V

La Scirocco II prevedeva la stessa gamma di motori della serie precedente, in alcuni casi con cilindrata modificata. Alla base si poneva ora la CL (1272 cm³, 60 CV), al top la GTI (1781 cm³ a iniezione da 112 CV). Nel mezzo s'inseriva la GL (1585 cm³ da 75 CV). La gamma venne completata nel 1982 dalla GT (1781 cm³ a carburatore da 90 CV).
Nel 1984 la GTI venne affiancata dalla GTX, identica nella meccanica, ma più caratterizzata sportivamente nell'estetica (doppio alettone posteriore, ruote in lega, bandelle laterali, spoiler anteriore, vetrofania "Scirocco" sul lunotto posteriore). Nel 1986 la GTX lasciò il posto alla GTI 16v, pressoché identica nella carrozzeria, ma dotata di motore con testata a 16 valvole da 136 CV. Fu l'ultima evoluzione di un modello che, nel 1992, uscì di listino rimpiazzato dalla Corrado.
La seconda serie è stata costruita in 340.700 esemplari.

### La Scirocco e le concorrenti
Delle prime due serie vennero prodotti quasi 845.000 esemplari e dovette confrontarsi sul mercato con la Ford Capri e la Opel Manta, auto tedesche che avevano una meccanica più tradizionale (trazione posteriore e retrotreno ad assale rigido), nonché con la francese Renault 17 e le italiane Alfasud Sprint e Lancia Beta Coupé che erano tecnicamente più simili alla Scirocco.

## Motorizzazioni
| Modello | Disponibilità       | Motore  | Cilindrata (cm³) | Potenza         | Coppia max (Nm) | Emissioni CO2 (g/Km) | 0–100 km/h (secondi) | Velocità max (Km/h) | Consumo medio (Km/l) |
| 1.3 GT  | dal 1979 al 1985    | Benzina | 1272             | 44 Kw (60 Cv)   | 93              | n.d                  | n.d                  | 156                 | 12.3                 |
| 1.5 GT  | dal 1978 al 1981    | Benzina | 1457             | 51 Kw (70 Cv)   | 111             | n.d                  | n.d                  | 162                 | 11.5                 |
| 1.6     | dal debutto al 1989 | Benzina | 1595             | 55 Kw (75 Cv)   | 125             | n.d                  | 12.2                 | 167                 | 13.5                 |
| 1.6 GT  | dal 1979 al 1981    | Benzina | 1588             | 62 Kw (85 Cv)   | 122             | n.d                  | n.d                  | 172                 | n.d                  |
| 1.6 GTI | dal 1976 al 1981    | Benzina | 1588             | 81 Kw (110 Cv)  | 137             | n.d                  | n.d                  | 185                 | n.d                  |
| 1.8     | dal 1982 al 1989    | Benzina | 1781             | 81 Kw (110 Cv)  | 153             | n.d                  | 9.1                  | 191                 | 12.9                 |
| 1.8 16V | dal 1985 al 1989    | Benzina | 1781             | 100 Kw (136 Cv) | 168             | n.d                  | 8.1                  | 208                 | 12.3                 |

## Versioni prodotte
- Seconda serie (1981-88)
  - Scirocco CL (1272 cm³, 60 CV)
  - Scirocco GT (1272 cm³, 60 CV)
  - Scirocco GL (1588 cm³, 75 CV)
  - Scirocco GT (1781 cm³, 90 CV)
  - Scirocco GTI (1781 cm³, 112 CV)
  - Scirocco GTX (1781 cm³, 112 CV)
  - Scirocco GTI 16v (1781 cm³, 136 CV)